# Alberto Kamahara Takamura
Alberto Javier Kamahara Takamura (1946-2020) fue un contador público y político peruano. Fue alcalde del distrito de Castilla, que forma parte del área metropolitana de la ciudad de Piura, entre 1996 y 1998.
Nació en Piura, Perú, el 2 de febrero de 1946. Cursó sus estudios primarios y secundarios en su ciudad natal, egresando de la Gran Unidad Escolar San Miguel de Piura. Entre 1967 y 1971 cursó estudios superiores de contabilidad en la Universidad Nacional de Piura.
Su primera participación política se dio en las elecciones municipales de 1993 cuando postuló a una regiduría de la provincia de Piura. En las elecciones municipales de 1995 fue elegido alcalde del distrito de Castilla. Tentó sin éxito su reelección en las elecciones municipales de 1998. Participó en las elecciones regionales del 2002 como candidato a vicepresidente del Gobierno Regional de Piura por el Partido Político Nacional Primero Perú junto al candidato a presidente Ángel Cueva Quezada. Luego participaría en las elecciones municipales del 2010 como candidato a una regiduría del distrito de Castilla por el partido Fuerza 2011 sin éxito.
Falleció en la ciudad de Piura el 19 de noviembre del 2020.